# مؤيد إبراهيم الإيراني
مؤيد إبراهيم الإيراني (1910 - 10 يناير 1987) شاعر ومترجم فلسطيني من أهل القرن العشرين. ولد في مدينة عكا لعائلة من أصل فارسي. درس في مدرسة الإخوة اليسوعيين في حيفا وتعلم ست لغات العربية، والعبرية والفرنسية، والإنكليزية، والألمانية، والروسيّة عدا الفارسية لغة والديه. عيّن موظّفًا في بلدية حيفا. بدأ ينظم الشعر في وقت مبكّر من حياته، وقد تميّز شعره بالرومانسية واليأس. له عدة دواوين شعرية ومسرحية شعرية فلسفية عنوانها «مجنون ليلى». توفي في حيفا.

## سيرته
ولد مؤيد بن إبراهيم الإيراني سنة 1328هـ/ 1910م في مدينة عكا الفلسطينية ونشأ بها في عائلة من أصول فارسية إيرانية. درس في كلية الفرير بمدينة حيفا وتَخرَّج فيها، وأجاد لغاتٍ ست: العربية والفرنسية والإنجليزية والألمانية والروسية والعبرية، إضافة إلى الفارسية لغة والديه.

عمل محاسبًا في بلدية حيفا، وتَدرَّج في البلدية حتى عيّن كاتب المدينة، وكان يساهم كمترجمًا من اللغات التي أتقنها وإليها. عمل أيضًا محررًا في القسم العربي لمجلة «لقاء». وكان عضو المجلس الاستشاري الأهلي للثقافة والفن بفلسطين. تقاعد سنة 1975.

عاش في فرنسا مدة، وفي 1983 هاجر للولايات المتحدة. عاد بعدها إلى فلسطين، حتى توفي 10 يناير 1987/ 10 جمادى الأولى 1407 في حيفا.

## شعره
تنوعت مضامينه الشعرية، وتراوحت بين الرومانسية والوجدانية التأملية، «ولكن ظلت النزعة الرومانسية هي الميزة الأكثر طغيانًا وحضورًا عنده». ذكر في معجم البابطين عنه «شعره وفير في لقطات تصويرية قصيرة، سريعة، مكثفة، تندرج في إطار الشعر التأملي الوجداني، وتهيمن عليه عاطفة الحزن وشكوى الزمان. ويكثر في شعره تكرار مفردات الموت واليأس والليل والحزن والسواد والإظلام، كما تبدأ كثير من قصائده بمخاطبة الزمان (يا زمن الظلام - يا زمن التنزيل...)، كما يميل إلى الامتزاج بالطبيعة ومحاورتها وبثها همه وشكواه، في ملمح وجداني ورومانسية مفرطة.» 
يعد من روّاد النّهضة الأدبية الفلسطينيةلكنه لم يشتهر ولم يحظ بالاهتمام النقدي وكان بعيدًا عن القضية الفلسطينية.

## مؤلفاته
له ترجمات عدة، أهمها ترجمته الشاهنامة للفردوسي عن الفارسية إلى العربية، سنة 1986. من دواوينه الشعرية:
- «الدموع»، 1930
- «من الأعماق»، 1962
- «إلى الآفاق»، 1973
- «نشيد إنشاد السلام»، 1978

وله:
- «مجنون ليلى»، أوبرا شعرية فلسفية.